# Kaple svaté Anny (Karviná-Ráj)
Kaple svaté Anny v Karviné-Ráji se nachází v okrese Karviná. Spadá pod Římskokatolickou farnost Karviná, Děkanát Karviná Diecéze ostravsko-opavská. Kaple byla  v roce 2005 prohlášena kulturní památkou ČR.

## Historie
Kaple byla postavena v roce 1867. V roce 1906 byla položena dlažba z cementových dlaždic. V průběhu let byla kaple několikrát opravována. Zásadní oprava byla v roce 1972. Kaple je jedním z nejstarších dochovaných objektů, které dokládají historický vývoj v Ráji.

## Architektura
Kaple je neorientovaná zděná stavba. Loď obdélného půdorysu s odstupněnými opěráky ukončena polygonálním závěrem. Osově v průčelí je vestavěna hranolová věž se zvonovým patrem zakončena jehlanovou střechou. Věž z průčelí vystupuje v mělký rizalit, kterému je přisazen portikus tvořený dvojicí přepásaných pilířů s polosloupy. V hlavním průčelí po stranách portiku jsou dva zasklené výklenky. Vřetenové schodiště je přistavěno k jihozápadní stěně.

## Interiér
Stěny do výše jednoho metru jsou obloženy keramickým obkladem. Dlažba kobercová. Loď je zaklenutá dvojicí pruských kleneb na pásech, v kněžišti placka, v sakristii je strop plochý. Okna v kněžišti a ve zvonovém patře jsou obdélníková s půlkruhovým zaklenutím.